# Amoeba
Amoeba ou ameba é um gênero de ameboides unicelulares da família Amoebidae. A espécie-tipo do gênero é Amoeba proteus, um organismo comum de água doce, amplamente estudado em salas de aula e laboratórios.

## História e classificação

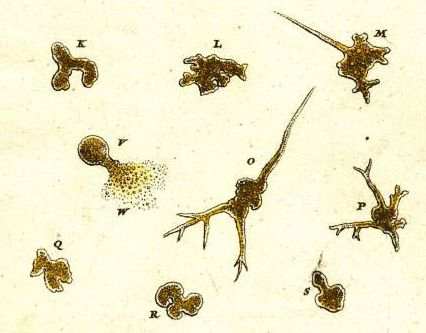
A primeira ilustração de um ameboide, do Insecten-Belustigung de Roesel von Rosenhof (1755)

O registro mais antigo de um organismo semelhante à ameba foi produzido em 1755 por August Johann Rösel von Rosenhof, que nomeou sua descoberta como "der kleine Proteus" (o pequeno Proteu"), em homenagem ao deus do mar metamorfo homônimo da mitologia grega. Enquanto as ilustrações de Rösel mostram uma criatura semelhante em aparência à agora conhecida como Amoeba proteus, seu "pequeno Proteu" não pode ser identificado com segurança com nenhuma espécie moderna.
O termo "animalcule Proteu" permaneceu em uso ao longo dos séculos XVIII e XIX, como um nome informal para qualquer grande ameboide de vida livre.
Em 1758, aparentemente sem ver o "Proteu" de Rösel por si mesmo, Carl Linnaeus incluiu o organismo em seu próprio sistema de classificação, sob o nome Volvox chaos.  No entanto, como o nome Volvox já havia sido aplicado a um gênero de algas flageladas, ele mais tarde mudou o nome para Chaos chaos.  Em 1786, o naturalista dinamarquês Otto Müller descreveu e ilustrou uma espécie que chamou de Proteus diffluens, que provavelmente era o organismo conhecido hoje como Amoeba proteus.
O gênero Amiba, do grego amoibè (ἀμοιβή), que significa "mudança", foi cunhado em 1822 por Bory de Saint-Vincent. Em 1830, o naturalista alemão C. G. Ehrenberg adotou este gênero em sua própria classificação de criaturas microscópicas, mas mudou a grafia para "Amoeba."

## Cistos de ameba
Em ambientes que são potencialmente letais para a célula, uma ameba pode ficar adormecida formando uma bola e secretando uma membrana protetora para se tornar um cisto microbiano. A célula permanece neste estado até encontrar condições mais favoráveis.

## Galeria
|  |  |